# Micrathena forcipata
Micrathena forcipata là một loài nhện trong họ Araneidae.
Loài này thuộc chi Micrathena. Micrathena forcipata được Tord Tamerlan Teodor Thorell miêu tả năm 1859.